# Kometární jádro

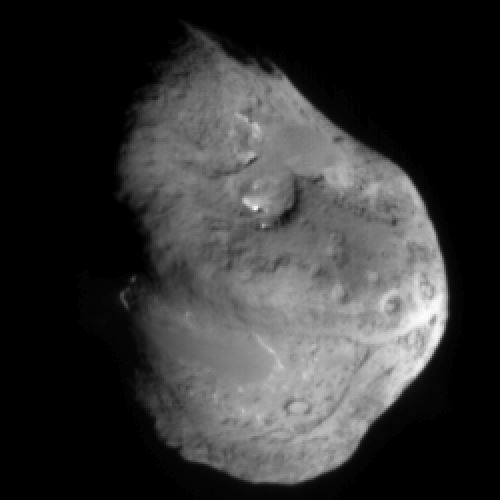
Snímek jádra komety Tempel 1

Kometární jádro je pevné těleso nacházející se uprostřed komety. Kometární jádro je obvykle složené z prachu, zmrazených plynů a kamene. Populárně jsou označované za „špinavé sněhové koule“. Plyny sublimují při zahřátí Sluncem a vytváří plynný obal, obklopující a následující kometární jádro jinak označovaný za koma. Síla účinkující vlivem sluneční radiace a solárního větru na koma při přiblížení komety k Slunci způsobuje vytvoření kometárního ohonu, který směřuje dál od Slunce. Typické kometární jádro vykazuje albedo 0,04. Tato hodnota je nižší než u uhlí a pravděpodobně je způsobena povrchovým prachem.
Získané informace ze sond Rosetta a Philae poukazují na nepřítomnost magnetického pole v okolí jádra komety 67P/Čurjymov-Gerasimenko. Z tohoto poznatku se odhaduje, že síla magnetického pole a magnetismu obecně nehrála velkou roli v době brzké formace planetesimál.

## Původ

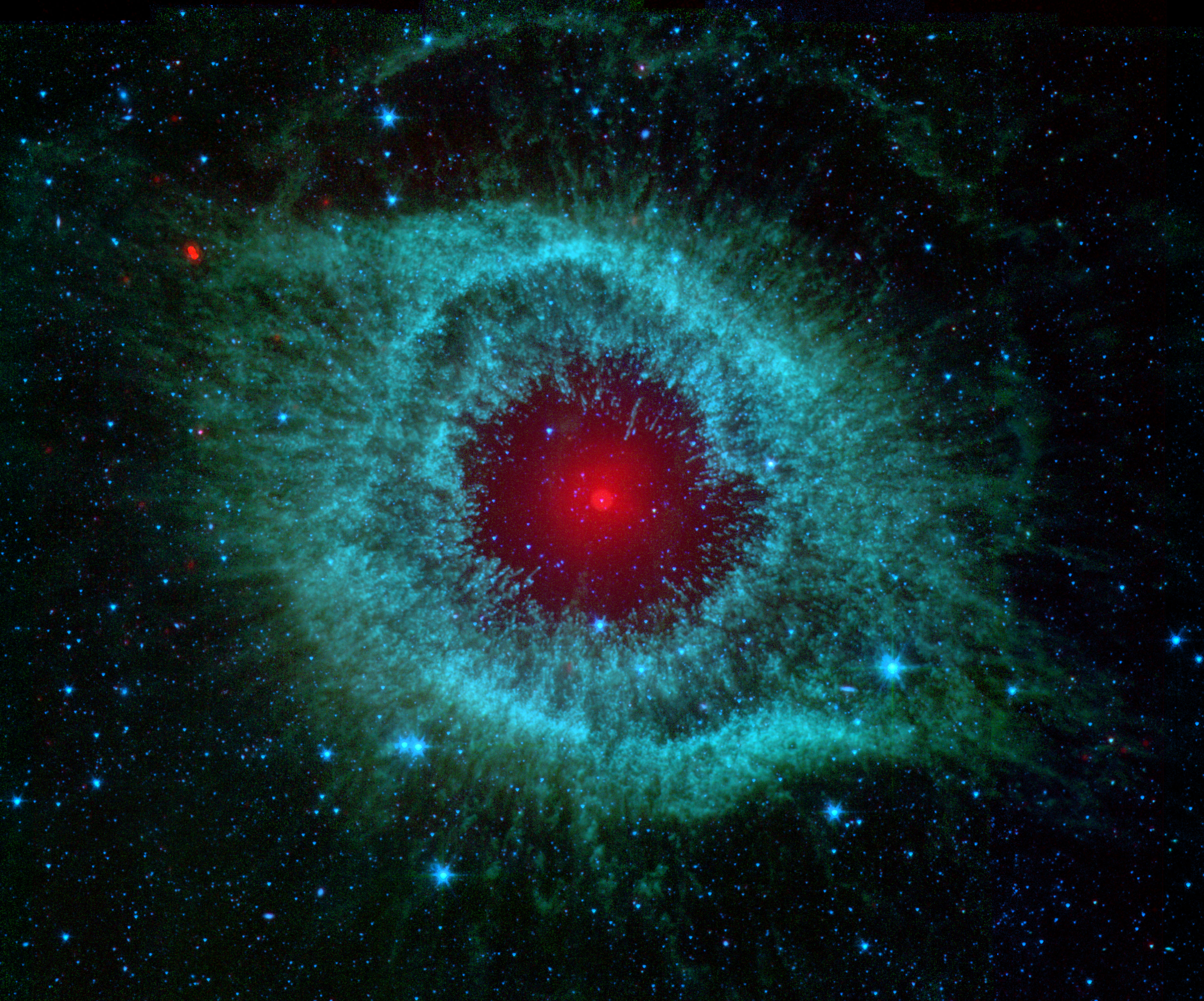
Planetární mlhovina Helix, kterou obklopuje útvar podobný Oortovu mračnu

Obecně se předpokládá původ komet, nebo také prekurzorů komet v oblasti vnější sluneční soustavy a to milióny let před zformováním planet. Jakým přesně způsobem se formují a také přesný původ komet je diskutabilní, i když se tyto procesy zdají být klíčové pro pochopení formování sluneční soustavy a také geologie. Trojrozměrné výpočetní modely poukazují na důležité strukturní znaky pozorované u kometárních jader, které nasvědčují vysvětlení postupného narůstání menších těles (kometesimál) za nízké rychlosti. V tuto chvíli upřednostňované vysvětlení procesu vzniku komet je tzv. Mlhovinová hypotéza. Podle které jsou komety zbytky původních planetesimál, tedy „základních stavebních kamenů“ z kterých ve sluneční soustavě vlivem gravitace narůstaly planety.
Astronomové předpokládají původ komet z Ortova mračna a také rozptýleného disku.

## Velikost

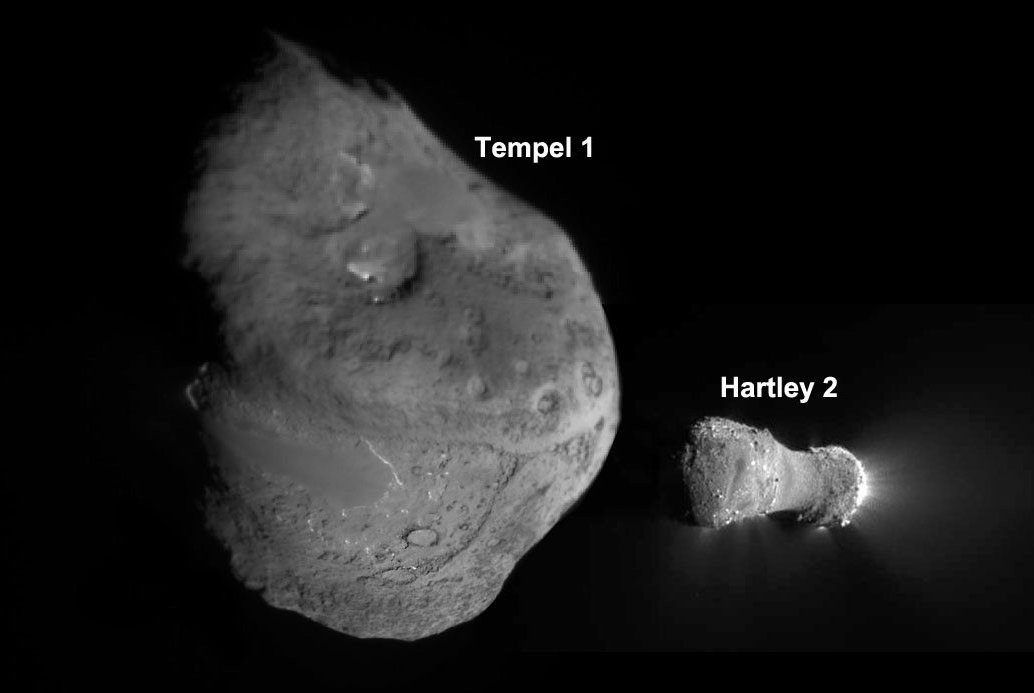
Porovnání komet Tempel 1 a Hartley 2

Předpokládaná velikost většiny kometárních jader se pohybuje kolem 16 km napříč. Největší komety, které se přiblížily oběžné dráze planety Saturn jsou C/2002 VQ94 (≈100 km), Hale-Bopp (≈60 km), 29P (≈30,8 km), 109P/Swift–Tuttle (≈26 km) a 28P/Neujmin (≈21,4 km).
Jádro Halleyovy komety tvarem připomínající bramboru (15×8×8 km), obsahuje rovnoměrné rozvrstvení ledu a prachových částic.
Během přeletu sondy Deep Space 1 v září 2001 kolem komety Borrelly. Vypozorovala sonda velikost jádra komety na (8×4×4 km) poloviční, než je jádro Halleyovy komety. Jádro komety Borrely se také podoba tvaru brambory a mělo výrazně tmavý povrch. Podobně jako u již zmíněné Halleyovy komety vycházel plyn z jádra komety Borrelly z malých oblastí, kde byly odhalené pukliny na povrchu vystavené účinkům slunečního svitu.
Průměr jádra komety Hale-Bopp byl odhadnut na 60 ± 20 km. Kometa Hale-Bopp byla velmi jasná a na noční obloze viditelná pouhým okem. Neobvykle velké kometární jádro zanechávalo velké množství plynu a prachu.
Jádro komety P/2007 R5 je pravděpodobně jen kolem 100–200 metrů velké v průměru.
Největší těleso ze skupiny kentaurů (nestabilních, zledovatělých asteroidů) jsou odhadováno na velikost průměru kolem 250 km až 300 km. Tři největší jsou označovány jako 10199 Chariklo (258 km), 2060 Chiron (230 km), a ztracený 1995 SN55 (≈300 km).
Obecná hustota známých komet byla odhadnutá na 0,6 g/cm³. Níže je seznam komet, které mají měření a odhadované parametry, velikost, hmotnost a hustotu.
| Název                     | Velikost (km) | hustota (g/cm³) | Hmotnost (kg)  |
| ------------------------- | ------------- | --------------- | -------------- |
| Halleyova kometa          | 15×8×8        | 0,6             | 3×1014         |
| Tempel 1                  | 7,6×4,9       | 0,62            | 7,9×1013       |
| 19P/Borrelly              | 8×4×4         | 0,3             | 2×1013         |
| 81P/Wild                  | 5,5×4,0×3,3   | 0,6             | 2,3×1013       |
| 67P/Čurjyumov–Gerasimenko |               | 0,4             | (1,0±0,1)×1013 |

## Složení
Kolem 80 % jádra Halleyovy komety tvoří voda ve formě ledu a dále zmrzlý oxid uhelnatý tvoří kolem 15 %. Zbytek je složen především ze zmrzlého metanu, amoniaku a oxidu uhličitého. Výzkumníci předpokládají, že ostatní komety jsou složením velmi podobné Halleyově kometě. Jádro je při pozorování také velmi tmavého odstínu a tento poznatek vedl výzkumníky k domněnce, že většina komet je pokryta tmavou vrstvou kamení a prachu zakrývající led. Proto tento typ komet vypouští do okolí plyny jen v té době, kdy je pootočený směrem ke Slunci, které komety při oběhu zahřívá.
Složení vodní páry z komety 67P/Čurjymov-Gerasimenko je dle poznatků ze sondy mise Rosetta v základu odlišné od zemské vodní páry. Poměr deuteria k vodíku ve vodní páře komety je třikrát větší, než u vodní páry na Zemi.

## Struktura
Procesy pozorované na kometě 67P/Čurjymov-Gerasimenko odhalily, že z kometárního jádra uniká vodní pára. Až 80 % z toho zkondenzuje ve vrstvách pod povrchem. Pozorování indikuje, že odhalované tenké vrstvy bohaté na led blízko povrchu mohou být zapříčiněné aktivitou a změnami na kometě, tedy vrstevní globálního charakteru se nemusí nutně objevit v rané historii formování samotné komety.
Měření provedená přistávacím modulem Philae na kometě 67P poukazovala na výšku povrchové vrstvy prachu na kometě až 20 cm. Pod touto povrchovou vrstvu se má nacházet velmi pevný led, nebo směs ledu a prachových částic. Pórovitost narůstá směrem k středu kometárního jádra. Většina výzkumníků předpokládala, že jádra komet se skládají z přeměněných částí menších ledových planetesimál předchozí generace. Nicméně i když tělesa mohou být spojena vlivem gravitace do jednotné části, mise Rosetta zavrhla domněnku, že by komety byly „štěrkové hromady“ z nesourodého materiálu.

### Tříštivost
Některá kometární jádra se zdají vykazovat velmi velkou křehkost, alespoň to potvrdila pozorování rozdělování komet na menší části. Komety, které se rozdělily, jsou například 3D/Biela v roce 1846, Shoemaker–Levy 9 v roce 1992 a 73P/Schwassmann–Wachmann během let 1995 do 2006. Řecký historik Eforos zapsal poznámku o pozorovaném rozdělení komety již v zimě 372–373 před n. l. Příčina rozdělení komet je předpokládaná z důvodu vysoké teploty a účinkům tlaku plynů z nitra komety, nebo také dopadu a srážky.
Komety 42P/Neujmin a 53P/Van Biesbroeck vykazují znaky, toho že se jedná o pouhé části původních větších komet. Výpočetní začlenění modelu poukázala, že obě komety se přiblížily k planetě Jupiter v lednu 1850 a před touto událostí byly jejich oběžné dráhy téměř identické.

Odlomení části B od komety 73P/Schwassmann-Wachmann 3, pohled na postupné rozpadání pořídil Hubbleův vesmírný dalekohled

## Albedo
Kometární jádra ve sluneční soustavě mohou být velmi temné objekty. Vesmírná sonda Giotto poukázala na to, že jádro Halleyovy komety odráží kolem 4 % dopadajícího světla. Sonda Deep Space 1 odhalila u komety Borrelly jen 2,5–3 % odrazivost dopadajícího světla. Přitom k srovnání čerstvá vrstva asfaltu odráží až 7 % dopadajícího světla. Temnou vrstvu na povrchu pravděpodobně tvoří komplexní organické sloučeniny. Vlivem zahřátí se odstraní prchavé látky a zanechávají za sebou těžké a řetězové organické sloučeniny, které bývají velmi temné jako dehet, nebo ropa. Samotný temný odstín kometárního jádra má napomáhat absorpci tepla nutného k postupnému vypařování.

## Objevy
První mise blízkého setkání s kometou byla provedena sondou Giotto. Jednalo se o první snímání komety z tak velké blízkosti téměř až 596 km. Byly to první důkazy o přítomnosti vycházejících výtrysků plynu a povrchu o velmi nízké odrazivosti, ale také přítomnosti organických sloučenin.
Během přeletu sondy v blízkosti komety byla Giotto až dvanáct tisíckrát zasažena, včetně zásahu úlomku o 1 g, který způsobil dočasnou ztrátu komunikace se střediskem Darmstadt. U Halleyovy komety bylo vypočítáno vypouštění materiálu až o 3 tunách za sekundu, ze sedmi výtrysků. Způsobující kmitání po relativně dlouhou dobu. Dalším cílem po Halleyově kometě bylo jádro komety Grigg–Skjellerup, ke které se Giotto přiblížila na vzdálenost 100–200 km.
Výsledné poznatky z mise Rosetta a přistávacího modulu Philae přinesly nový vhled do podstaty komet a měřící spektrograf ALICE detekoval přítomnost elektronů (kolem 1 km nad povrchem kometárního jádra) v těsné blízkosti komety.